# 73. Międzynarodowy Festiwal Filmowy w Berlinie
73. Międzynarodowy Festiwal Filmowy w Berlinie odbył się w dniach 16–26 lutego 2023 roku. W przeciwieństwie do dwóch poprzednich edycji imprezy, festiwal odbył się w całości w trybie stacjonarnym bez jakichkolwiek ograniczeń i restrykcji pandemicznych - zgodnie z hasłem przewodnim "Let's Get Together" (pol. "Spotkajmy się"). Po raz czwarty z rzędu za program festiwalu odpowiadali dyrektor artystyczny Carlo Chatrian i kierowniczka Mariette Rissenbeek. Imprezę otworzył pokaz amerykańskiej komedii romantycznej Miłość bez ostrzeżenia w reżyserii Rebeki Miller. W konkursie głównym zaprezentowanych zostało 19 filmów pochodzących z 10 różnych krajów.
Międzynarodowemu jury konkursu głównego przewodniczyła amerykańska aktorka Kristen Stewart, która w wieku 32 lat została najmłodszą osobą w historii imprezy sprawującą tę zaszczytną funkcję. Jury pod jej przewodnictwem przyznało nagrodę główną festiwalu, Złotego Niedźwiedzia, francuskiemu filmowi dokumentalnemu Adamant w reżyserii Nicolasa Philiberta. Drugą nagrodę w konkursie głównym, Srebrnego Niedźwiedzia – Grand Prix Jury, przyznano niemieckiemu obrazowi Czerwone niebo w reżyserii Christiana Petzolda.
Honorowego Złotego Niedźwiedzia za całokształt twórczości odebrał amerykański reżyser Steven Spielberg.

## Członkowie jury

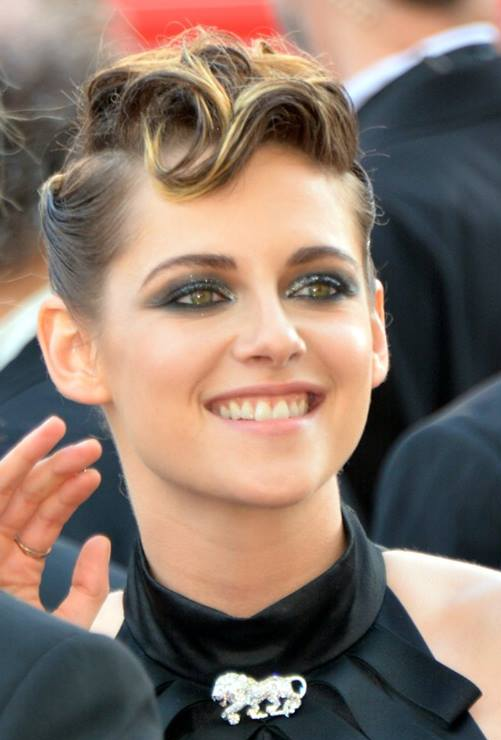
Przewodnicząca jury konkursu głównego Kristen Stewart.

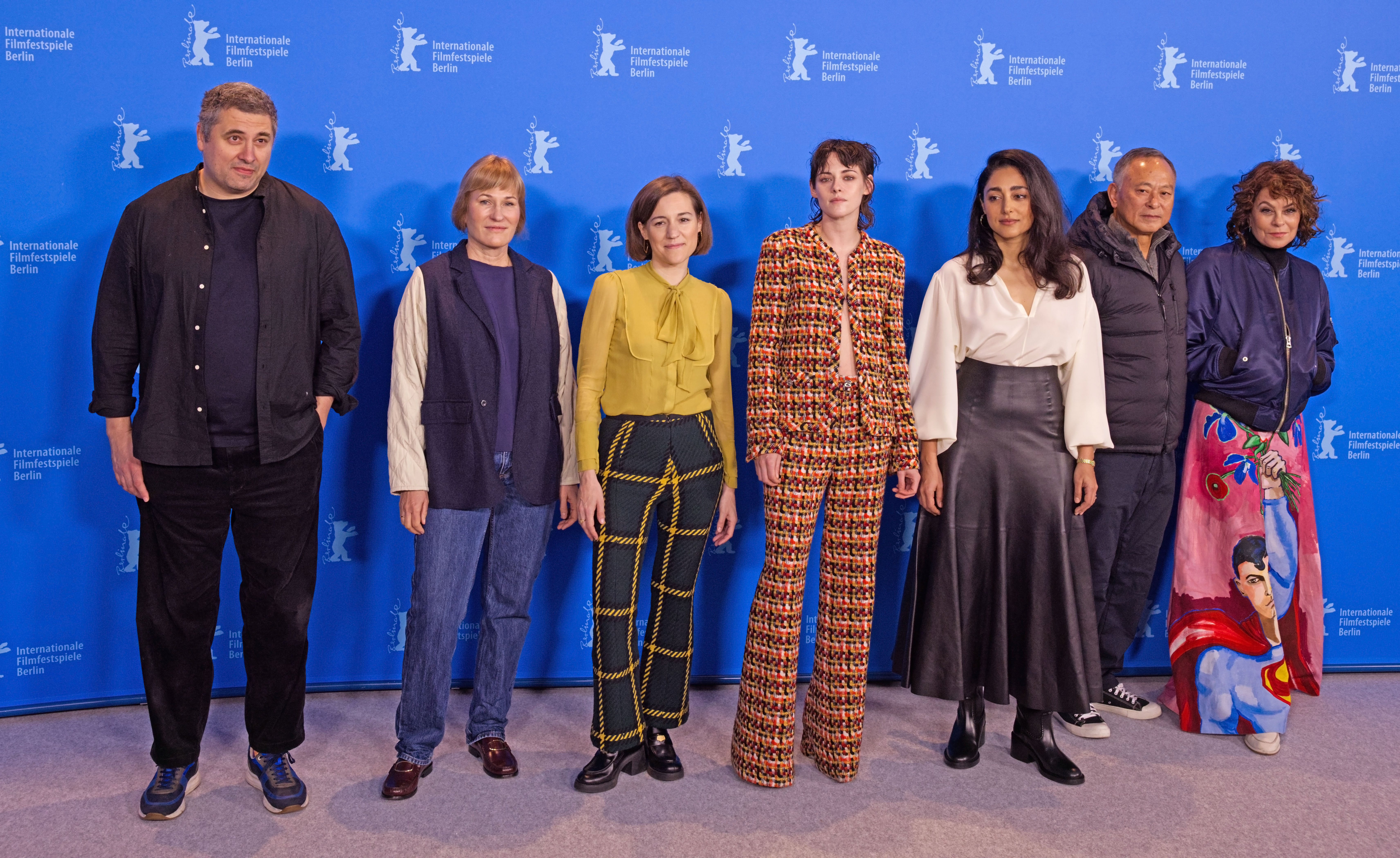
Jury konkursu głównego.

### Konkurs główny
- Kristen Stewart, amerykańska aktorka – przewodnicząca jury[9][10]
- Golshifteh Farahani, irańska aktorka
- Valeska Grisebach, niemiecka reżyserka
- Radu Jude, rumuński reżyser
- Francine Maisler, amerykańska reżyserka obsady
- Carla Simón, hiszpańska reżyserka
- Johnnie To, hongkoński reżyser

### Sekcja „Spotkania”
- Dea Kulumbegaszwili, gruzińska reżyserka
- Paolo Moretti, włoski selekcjoner festiwalowy
- Angeliki Papoulia, grecka aktorka

### Konkurs debiutów reżyserskich
- Ayten Amin, egipska reżyserka
- Judith Revault d'Allonnes, francuska selekcjonerka festiwalowa
- Cyril Schäublin, szwajcarski reżyser

### Konkurs filmów dokumentalnych
- Emilie Bujès, dyrektorka artystyczna festiwalu Visions du Réel
- Diana Bustamante, kolumbijska producentka filmowa
- Mark Cousins, brytyjski reżyser

### Konkurs filmów krótkometrażowych
- Cătălin Cristuțiu, rumuński montażysta filmowy
- Sky Hopinka, amerykański artysta wizualny
- Isabelle Stever, niemiecka reżyserka

## Selekcja oficjalna

### Konkurs główny
Następujące filmy zostały wyselekcjonowane do udziału w konkursie głównym o Złotego Niedźwiedzia i Srebrne Niedźwiedzie:
| Tytuł polski                           | Tytuł oryginalny                         | Reżyseria                    | Kraj produkcji    |
| -------------------------------------- | ---------------------------------------- | ---------------------------- | ----------------- |
| 20 000 gatunków pszczół                | 20.000 especies de abejas                | Estibaliz Urresola Solaguren | Hiszpania         |
| Wieża, która nie rzuca cienia          | 白塔之光 Ba ta zhi guang                 | Zhang Lü                     | Chiny             |
| Do końca nocy                          | Bis ans Ende der Nacht                   | Christoph Hochhäusler        | Niemcy            |
| BlackBerry                             | BlackBerry                               | Matt Johnson                 | Kanada            |
| Disco Boy                              | Disco Boy                                | Giacomo Abruzzese            | Francja           |
| Wielki wóz                             | Le grand chariot                         | Philippe Garrel              | Francja           |
| Ingeborg Bachmann – podróż na pustynię | Ingeborg Bachmann – Reise in die Wüste   | Margarethe von Trotta        | Niemcy            |
| Pewnego dnia powiemy sobie wszystko    | Irgendwann werden wir uns alles erzählen | Emily Atef                   | Niemcy            |
| Limbo                                  | Limbo                                    | Ivan Sen                     | Australia         |
| Złe życie                              | Mal Viver                                | João Canijo                  | Portugalia        |
| Manodrom                               | Manodrome                                | John Trengove                | Stany Zjednoczone |
| Muzyka                                 | Musik                                    | Angela Schanelec             | Niemcy            |
| Poprzednie życie                       | Past Lives                               | Celine Song                  | Stany Zjednoczone |
| Czerwone niebo                         | Rotter Himmel                            | Christian Petzold            | Niemcy            |
| Adamant                                | Sur l'Adamant                            | Nicolas Philibert            | Francja           |
| Przetrwanie                            | The Survival of Kindness                 | Rolf de Heer                 | Australia         |
| Suzume                                 | すずめの戸締まり Suzume no tojimari      | Makoto Shinkai               | Japonia           |
| Totem                                  | Tótem                                    | Lila Avilés                  | Meksyk            |
| Uczelnia artystyczna, 1994             | 藝術學院 Yishu xueyuan                   | Liu Jian                     | Chiny             |

### Sekcja „Spotkania”
Następujących 16 filmów zostało wyświetlonych na festiwalu w ramach sekcji „Spotkania”:
| Tytuł polski                        | Tytuł oryginalny                        | Reżyseria                         | Kraj produkcji    |
| ----------------------------------- | --------------------------------------- | --------------------------------- | ----------------- |
| Projekt klezmerski                  | Adentro mío estoy bailando              | Leandro Koch i Paloma Schahmann   | Argentyna         |
| Dorośli                             | The Adults                              | Dustin Guy Defa                   | Stany Zjednoczone |
| Echo                                | El eco                                  | Tatiana Huezo                     | Meksyk            |
| Na miejscu                          | Here                                    | Bas Devos                         | Belgia            |
| W martwym punkcie                   | Im toten Winkel                         | Ayşe Polat                        | Niemcy            |
| Klatka szuka ptaka                  | Клетка ищет птицу Klietka iszczet pticu | Malika Musajewa                   | Rosja             |
| Mój największy wróg                 | Mon pire ennemi                         | Mehran Tamadon                    | Francja           |
| Niebo z białego plastiku            | Müanyag égbolt                          | Tibor Bánóczki i Sarolta Szabó    | Węgry             |
| Patrząc w wodę                      | 물 안에서 Mul-an-e-seo                  | Hong Sang-soo                     | Korea Południowa  |
| Czas dla rodziny                    | Mummola                                 | Tia Kouvo                         | Finlandia         |
| Mury Bergamo                        | Le mura di Bergamo                      | Stefano Savona                    | Włochy            |
| Orlando – moja polityczna biografia | Orlando, ma biographie politique        | Paul B. Preciado                  | Francja           |
| Samsara                             | Samsara                                 | Lois Patiño                       | Hiszpania         |
| Wschodni front                      | Східний фронт Schidnij front            | Witalij Manski i Jewhen Titarenko | Ukraina           |
| Życie złe                           | Viver Mal                               | João Canijo                       | Portugalia        |
| Nieobecność                         | 雪云 Xue yun                            | Wu Lang                           | Chiny             |

### Pokazy pozakonkursowe
Następujące filmy zostały wyświetlone na festiwalu w ramach pokazów pozakonkursowych w dwóch sekcjach:

#### Sekcja „Berlinale Special Gala”
| Tytuł polski                               | Tytuł oryginalny                        | Reżyseria                 | Kraj produkcji    |
| ------------------------------------------ | --------------------------------------- | ------------------------- | ----------------- |
| Świat kontra Boris Becker                  | Boom! Boom!: The World vs. Boris Becker | Alex Gibney               | Stany Zjednoczone |
| Golda                                      | Golda                                   | Guy Nattiv                | Wielka Brytania   |
| Pocałuj przyszłość                         | Kiss the Future                         | Nenad Cicin-Sain          | Irlandia          |
| Seneka, czyli o powstawaniu trzęsień ziemi | Seneca: On the Creation of Earthquakes  | Robert Schwendtke         | Niemcy            |
| Miłość bez ostrzeżenia                     | She Came to Me                          | Rebecca Miller            | Stany Zjednoczone |
| Słońce i beton                             | Sonne und Beton                         | David Wnendt              | Niemcy            |
| Moc                                        | Superpower                              | Sean Penn i Aaron Kaufman | Stany Zjednoczone |
| Tár                                        | Tár                                     | Todd Field                | Stany Zjednoczone |
| Ostatnia noc Amore                         | L'ultima notte di Amore                 | Andrea Di Stefano         | Włochy            |

#### Sekcja „Berlinale Special”
| Tytuł polski                       | Tytuł oryginalny                                    | Reżyseria                                                                         | Kraj produkcji    |
| ---------------------------------- | --------------------------------------------------- | --------------------------------------------------------------------------------- | ----------------- |
| 100 lat animacji Disneya           | 100 Years of Disney Animation: A Shorts Celebration | Walt Disney, Ben Sharpsteen, Wilfred Jackson, Jack Hannah, Jon Kahrs i Jacob Frey | Stany Zjednoczone |
| Kill Boksoon                       | 길복순 Gilbogsun                                    | Byun Sung-hyun                                                                    | Korea Południowa  |
| Infinity Pool                      | Infinity Pool                                       | Brandon Cronenberg                                                                | Kanada            |
| Niewinne (2016)                    | Les innocentes                                      | Anne Fontaine                                                                     | Francja           |
| Massimo Troisi: Ktoś mnie tam lubi | Laggiù qualcuno mi ama                              | Mario Martone                                                                     | Włochy            |
| Loriots große Trickfilmrevue       | Loriots große Trickfilmrevue                        | Peter Geyer i Loriot                                                              | Niemcy            |
| Love to Love You, Donna Summer     | Love to Love You, Donna Summer                      | Roger Ross Williams i Brooklyn Sudano                                             | Stany Zjednoczone |
| Właz                               | ＃マンホール ＃Manhoru                              | Kazuyoshi Kumakiri                                                                | Japonia           |
| Szalony los                        | 命案 Ming'an                                        | Soi Cheang                                                                        | Hongkong          |
| Mów do mnie!                       | Talk to Me                                          | Danny Philippou i Michael Philippou                                               | Australia         |
| Ludzkie wymiary                    | Der vermessene Mensch                               | Lars Kraume                                                                       | Niemcy            |

### Sekcja „Panorama”
Następujące filmy zostały zaprezentowane w ramach sekcji „Panorama” (wyróżnione tytuły to zdobywcy nagrody publiczności):

#### Filmy fabularne
| Tytuł polski                                     | Tytuł oryginalny                                         | Reżyseria                      | Kraj produkcji    |
| ------------------------------------------------ | -------------------------------------------------------- | ------------------------------ | ----------------- |
| After                                            | After                                                    | Anthony Lapia                  | Francja           |
| Wszystkie kolory świata pomiędzy czernią a bielą | All the Colours of the World Are Between Black and White | Babatunde Apalowo              | Nigeria           |
| Bestia w dżungli                                 | La bête dans la jungle                                   | Patric Chiha                   | Francja           |
| Zamek                                            | El castillo                                              | Martín Benchimol               | Argentyna         |
| Drifter                                          | Drifter                                                  | Hannes Hirsch                  | Niemcy            |
| Femme                                            | Femme                                                    | Sam H. Freeman i Ng Choon Ping | Wielka Brytania   |
| Zasadzka                                         | घात Ghaath                                                | Chhatrapal Ninawe              | Indie             |
| Hello Dankness                                   | Hello Dankness                                           | Soda Jerk                      | Australia         |
| Heroiczny                                        | Heroico                                                  | David Zonana                   | Meksyk            |
| Inside                                           | Inside                                                   | Wasilis Kacupis                | Grecja            |
| Pokój nauczycielski                              | Das Lehrerzimmer                                         | İlker Çatak                    | Niemcy            |
| Zielona noc                                      | 绿夜 Lu ye                                               | Han Shuai                      | Chiny             |
| Matria                                           | Matria                                                   | Álvaro Gago                    | Hiszpania         |
| Oponent                                          | Motståndaren                                             | Milad Alami                    | Szwecja           |
| Obciążeni                                        | المرهقون Al Murhaqoon                                    | Amr Gamal                      | Jemen             |
| Przejścia                                        | Passages                                                 | Ira Sachs                      | Francja           |
| Sprawca                                          | Perpetrator                                              | Jennifer Reeder                | Stany Zjednoczone |
| Na własność                                      | Propriedade                                              | Daniel Bandeira                | Brazylia          |
| Reality                                          | Reality                                                  | Tina Satter                    | Stany Zjednoczone |
| Położne                                          | Sages-femmes                                             | Léa Fehner                     | Francja           |
| Silver Haze                                      | Silver Haze                                              | Sacha Polak                    | Holandia          |
| Sira                                             | Sira                                                     | Apolline Traoré                | Burkina Faso      |
| Syrena                                           | La sirène                                                | Sepideh Farsi                  | Francja           |
| Sisi i ja                                        | Sisi & Ich                                               | Frauke Finsterwalder           | Niemcy            |
| Emigracja wewnętrzna                             | Stille liv                                               | Malene Choi                    | Dania             |
| Kochasz mnie?                                    | Ти мене любиш? Ty mene liubysz?                          | Tonia Nojabrowa                | Ukraina           |

#### Filmy dokumentalne
| Tytuł polski              | Tytuł oryginalny                  | Reżyseria                                    | Kraj produkcji    |
| ------------------------- | --------------------------------- | -------------------------------------------- | ----------------- |
| And, Towards Happy Alleys | And, Towards Happy Alleys         | Sreemoyee Singh                              | Indie             |
| Cmentarzysko kina         | Au cimetière de la pellicule      | Thierno Souleymane Diallo                    | Gwinea            |
| Joan Baez. Jestem szumem  | Joan Baez: I Am a Noise           | Karen O'Connor, Miri Navasky i Maeve O'Boyle | Stany Zjednoczone |
| Kokomo City               | Kokomo City                       | D. Smith                                     | Stany Zjednoczone |
| Wieczna pamięć            | La memoria infinita               | Maite Alberdi                                | Chile             |
| Stams                     | Stams                             | Bernhard Braunstein                          | Austria           |
| Transfariana              | Transfariana                      | Joris Lachaise                               | Kolumbia          |
| Pod niebem Damaszku       | Under the Sky of Damascus         | Heba Khaled, Talal Derki i Ali Wajeeh        | Syria             |
| Żelazne motyle            | Залізні метелики Zalizni meteliki | Roman Liubyj                                 | Ukraina           |

## Laureaci nagród

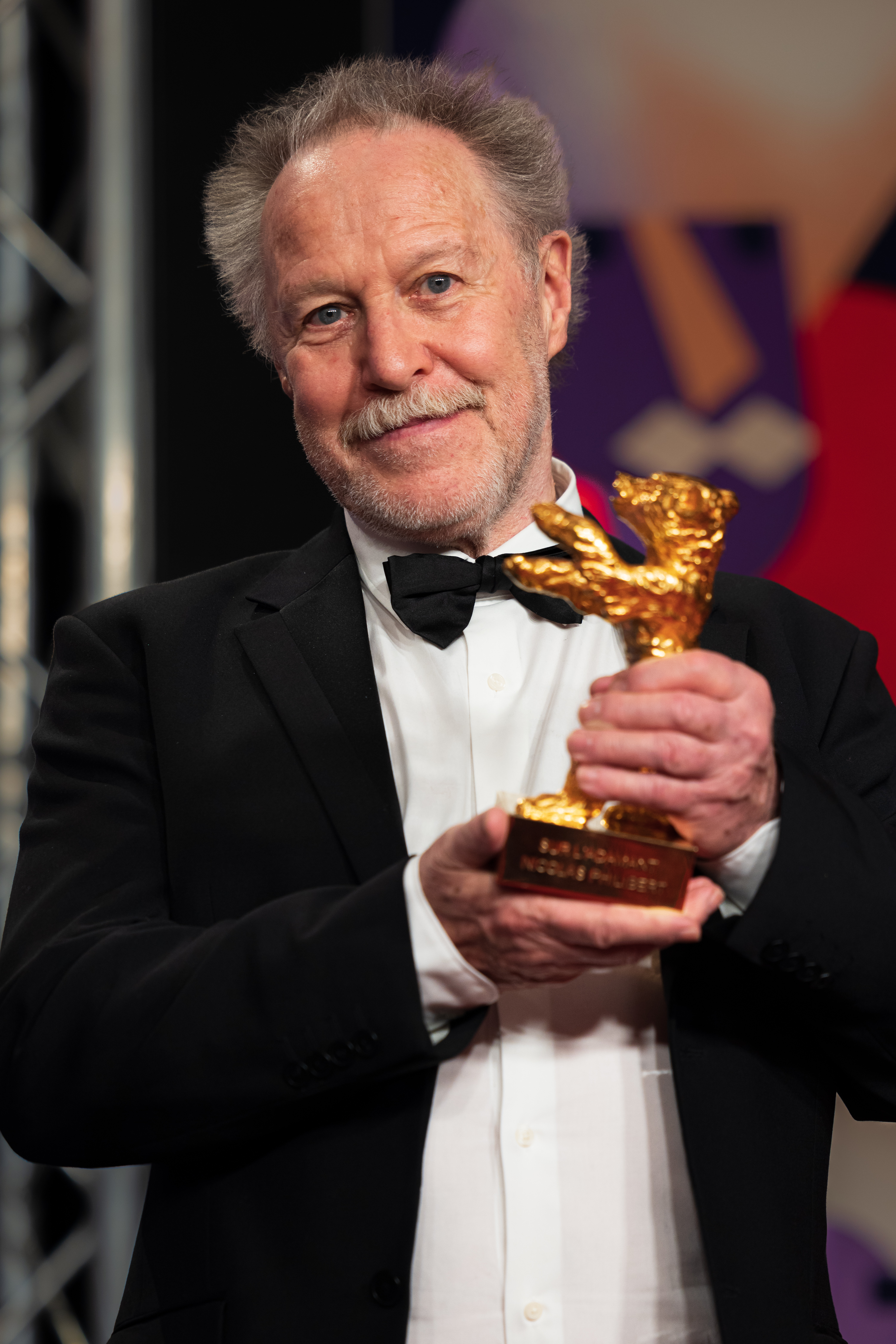
Nicolas Philibert ze Złotym Niedźwiedziem za film Adamant.

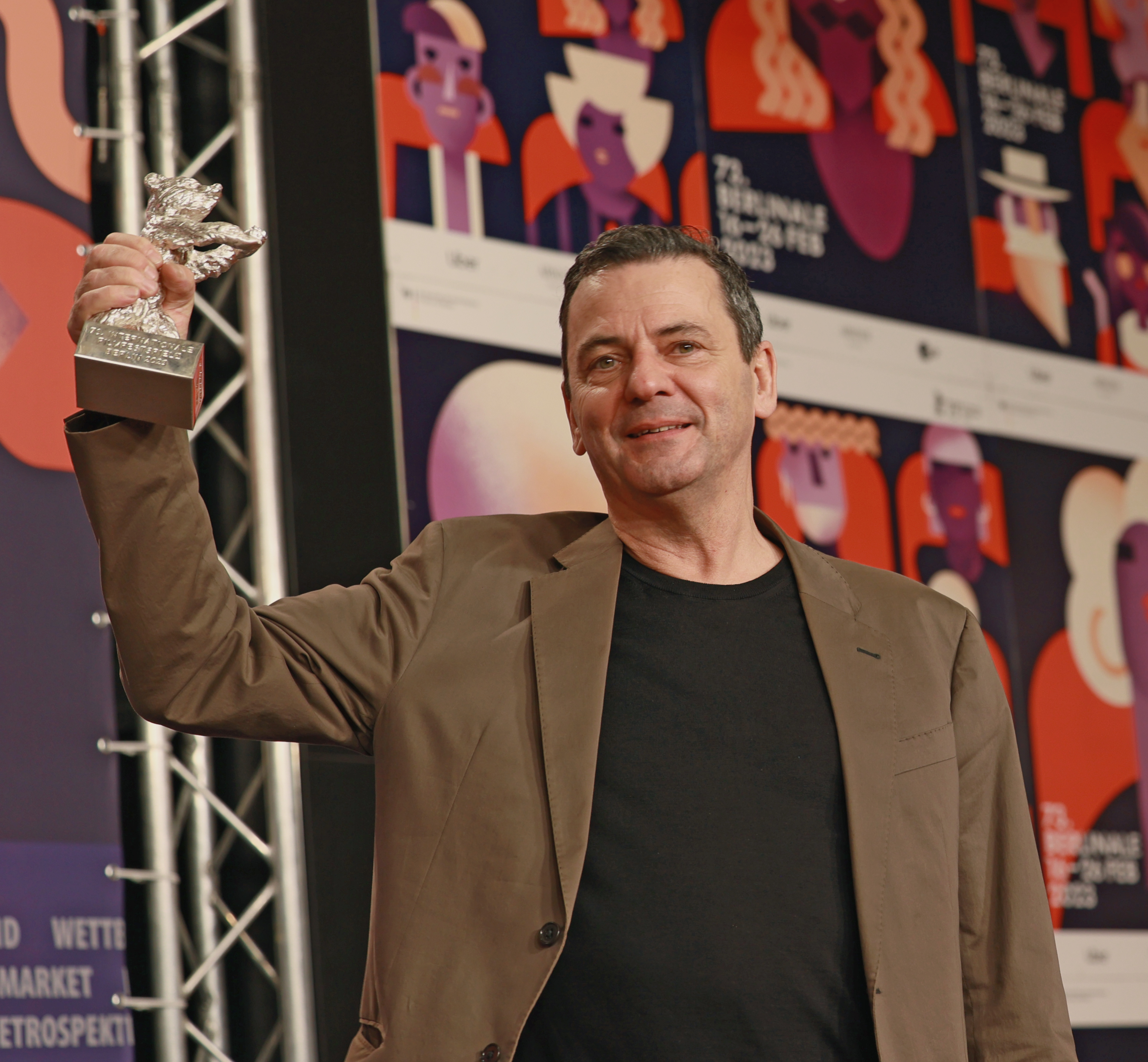
Christian Petzold, laureat Srebrnego Niedźwiedzia – Nagrody Grand Prix Jury.

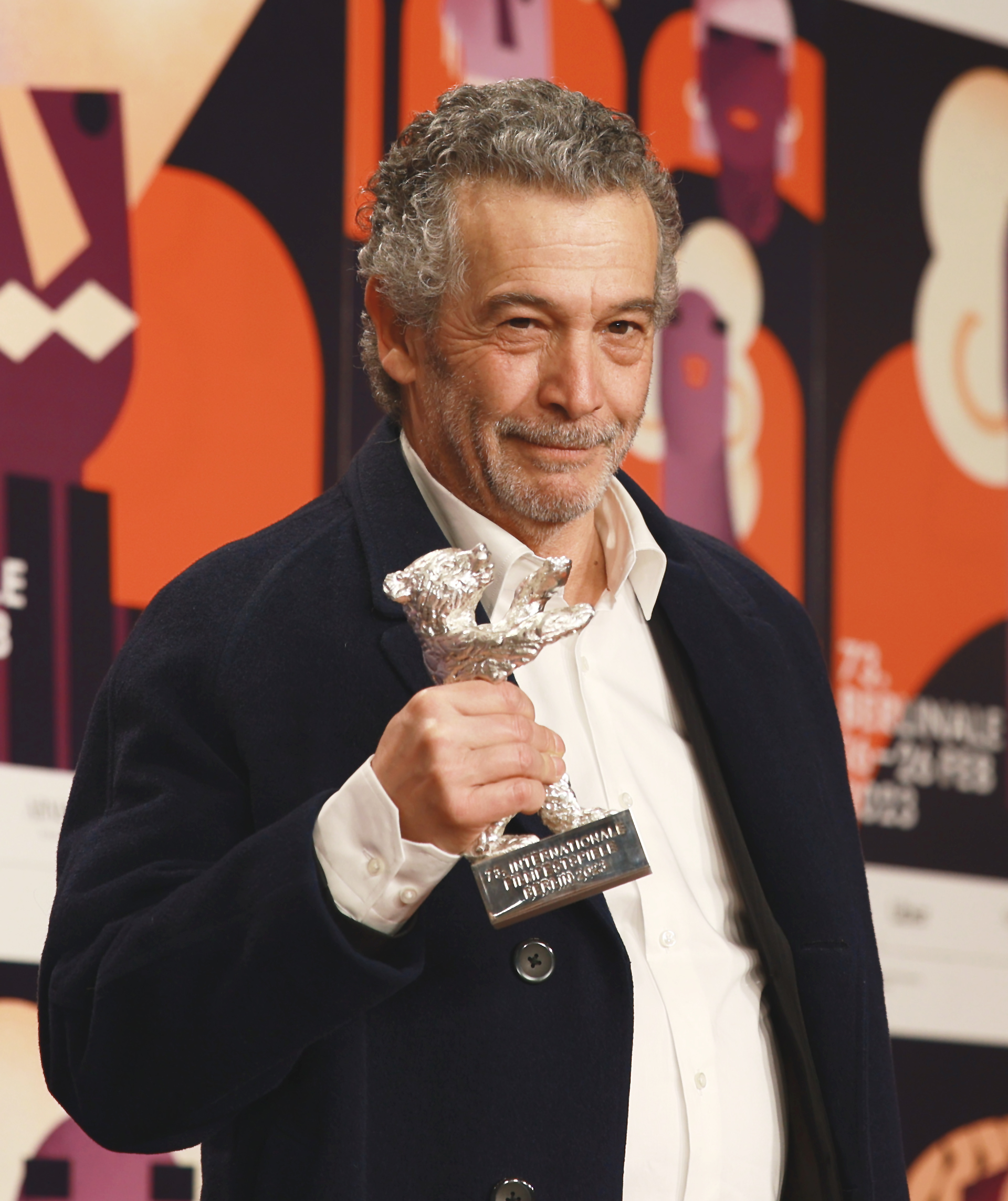
João Canijo, zdobywca Srebrnego Niedźwiedzia – Nagrody Jury.

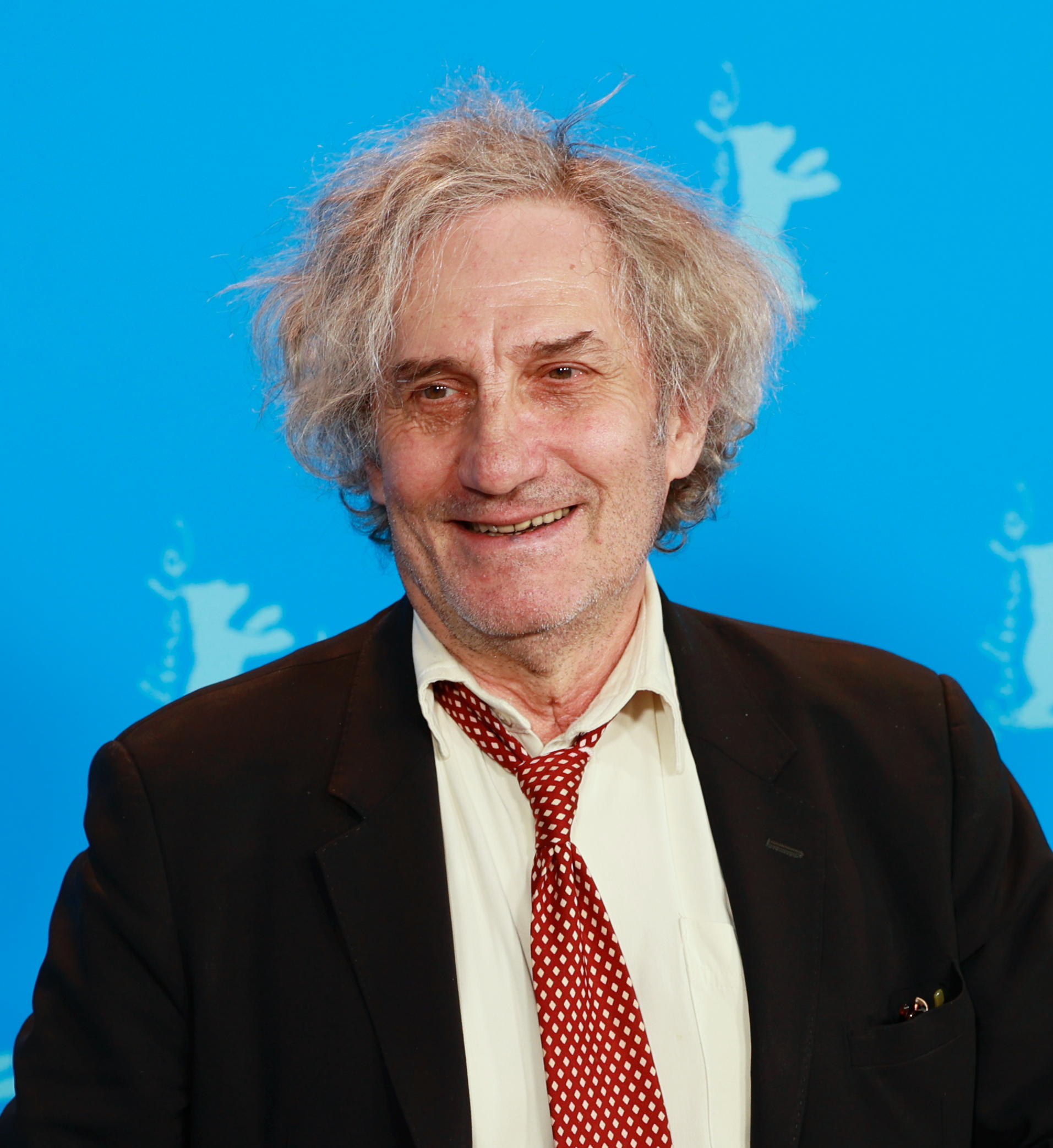
Philippe Garrel, nagrodzony Srebrnym Niedźwiedziem za najlepszą reżyserię.

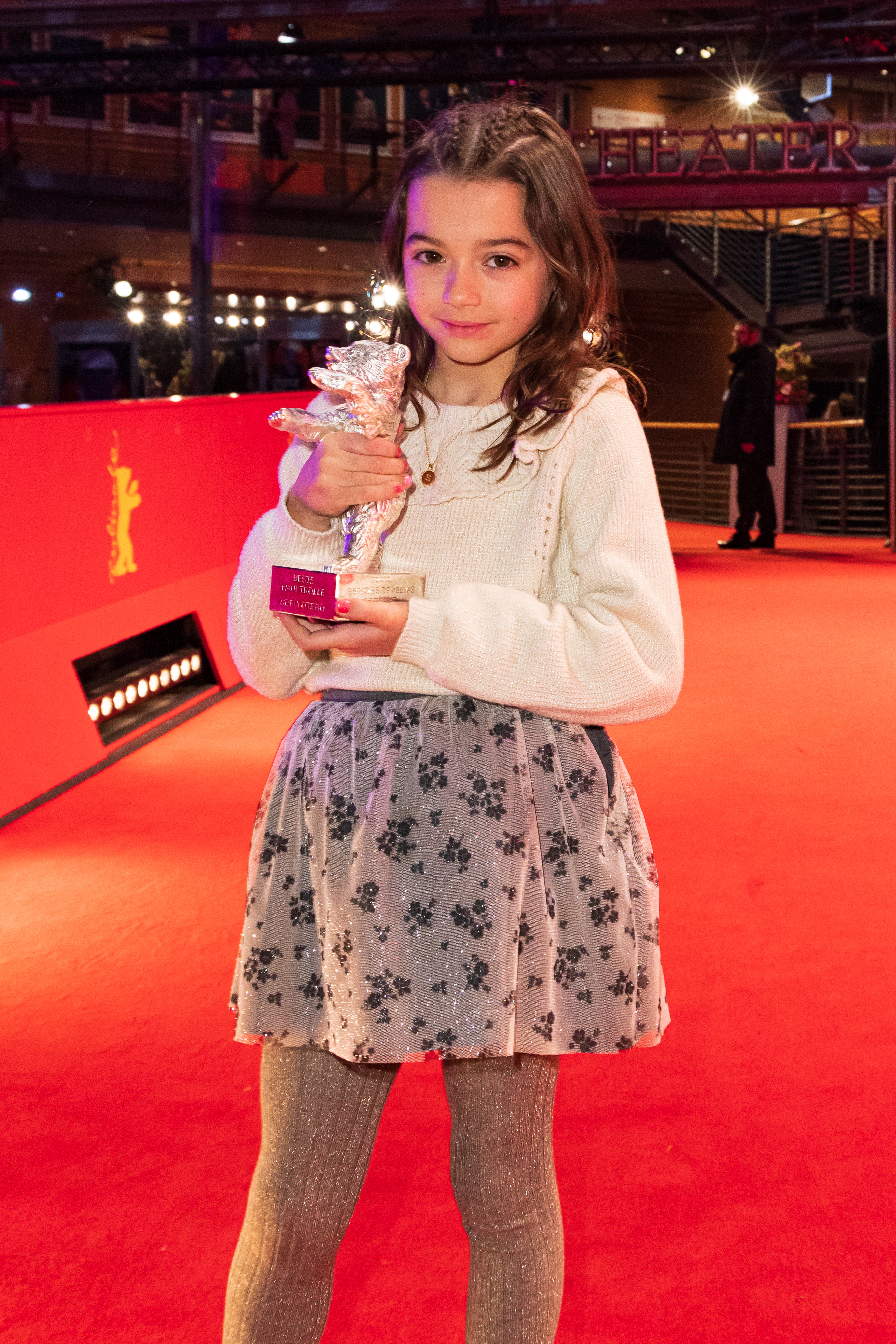
Sofía Otero ze Srebrnym Niedźwiedziem za najlepszą rolę główną.

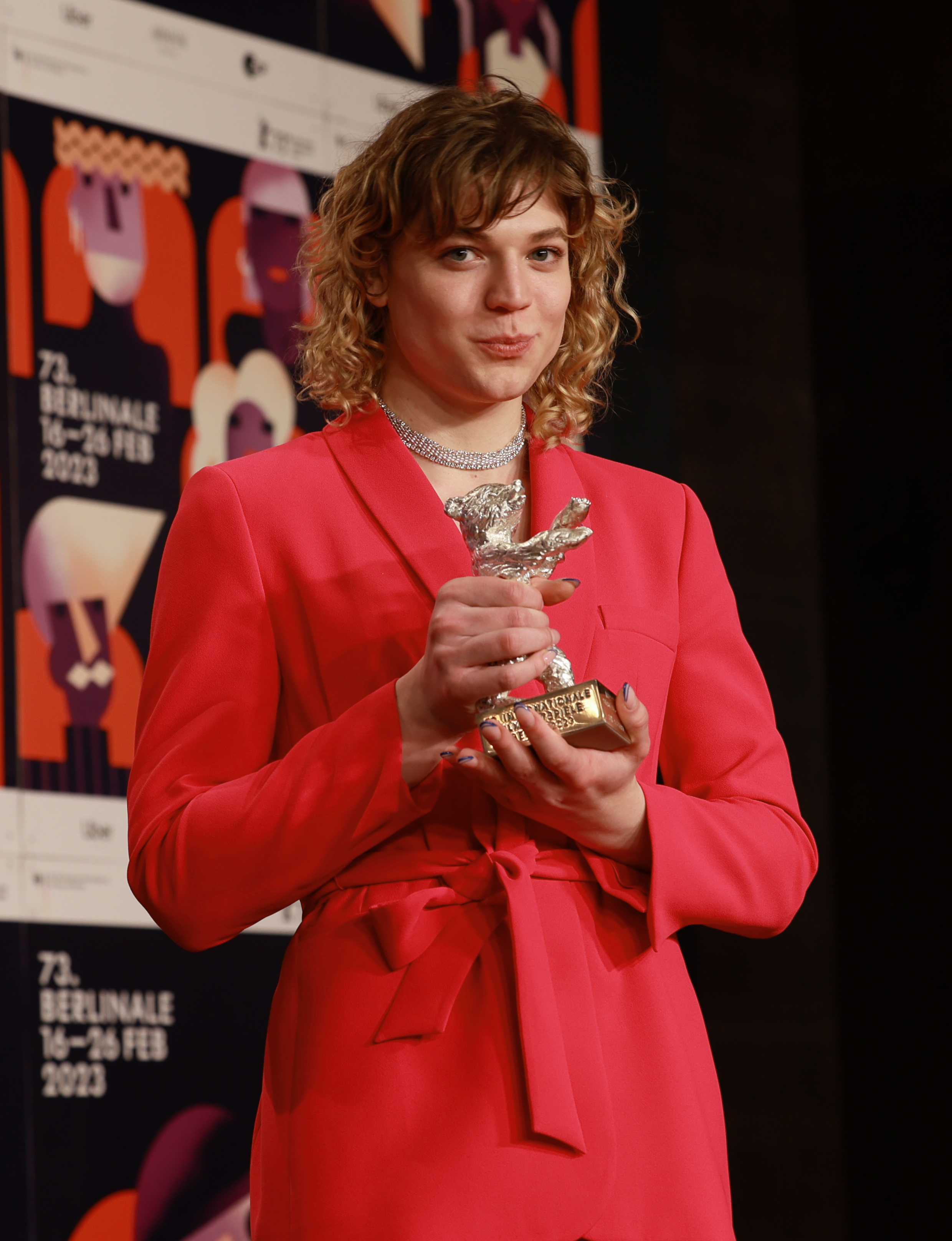
Thea Ehre ze Srebrnym Niedźwiedziem za najlepszą rolę drugoplanową.

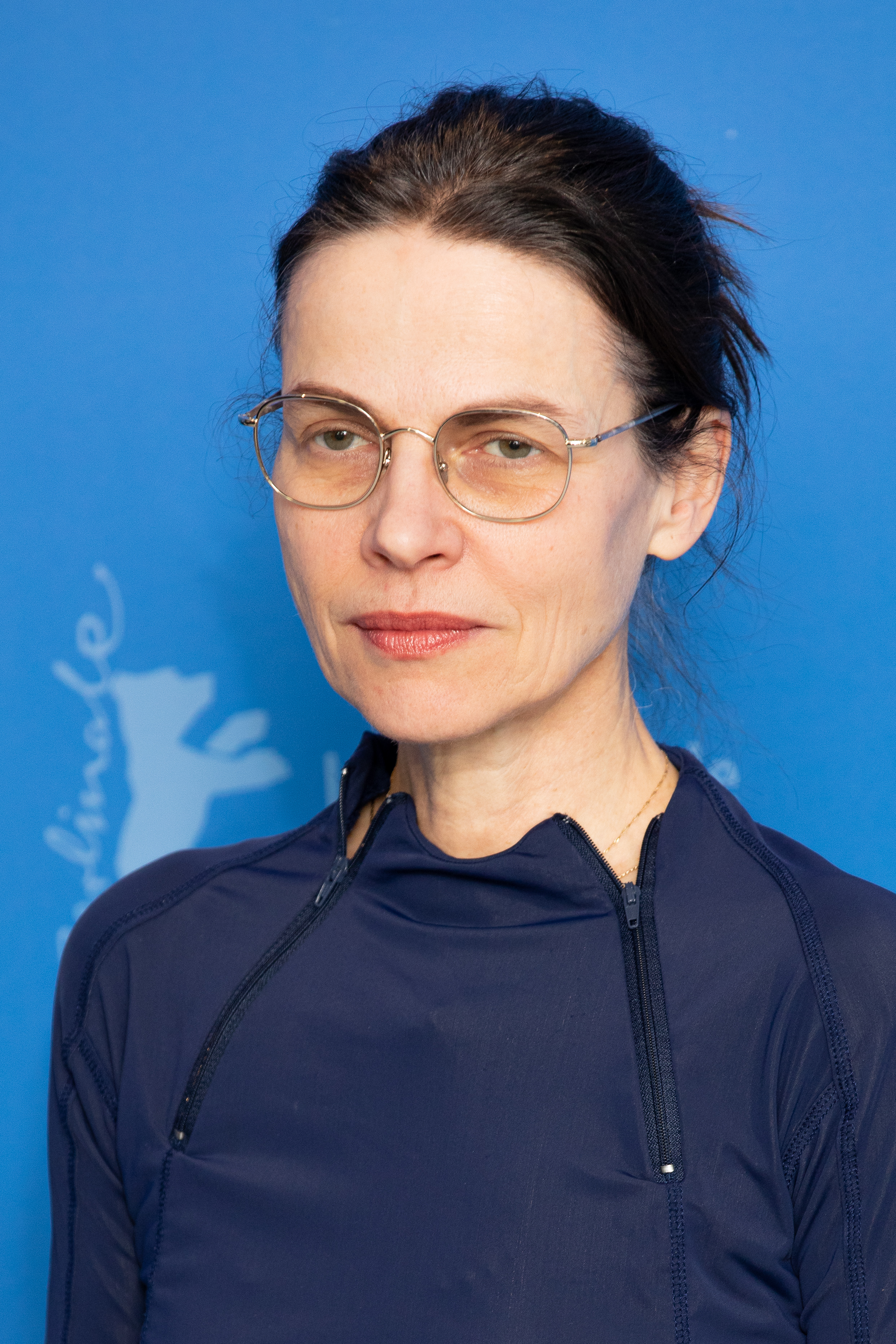
Angela Schanelec, laureatka Srebrnego Niedźwiedzia za najlepszy scenariusz.

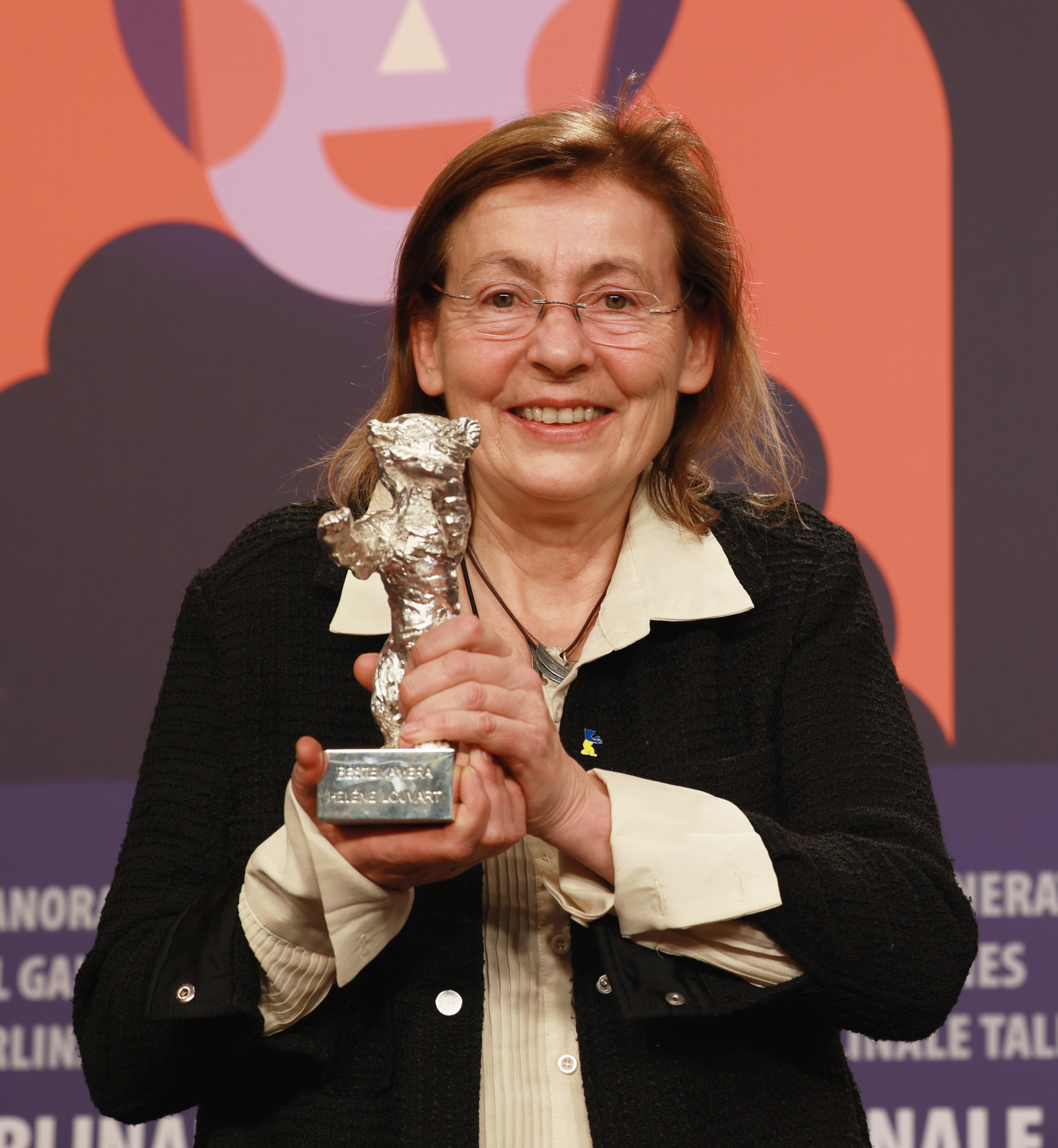
Nagrodzona francuska operatorka Hélène Louvart.

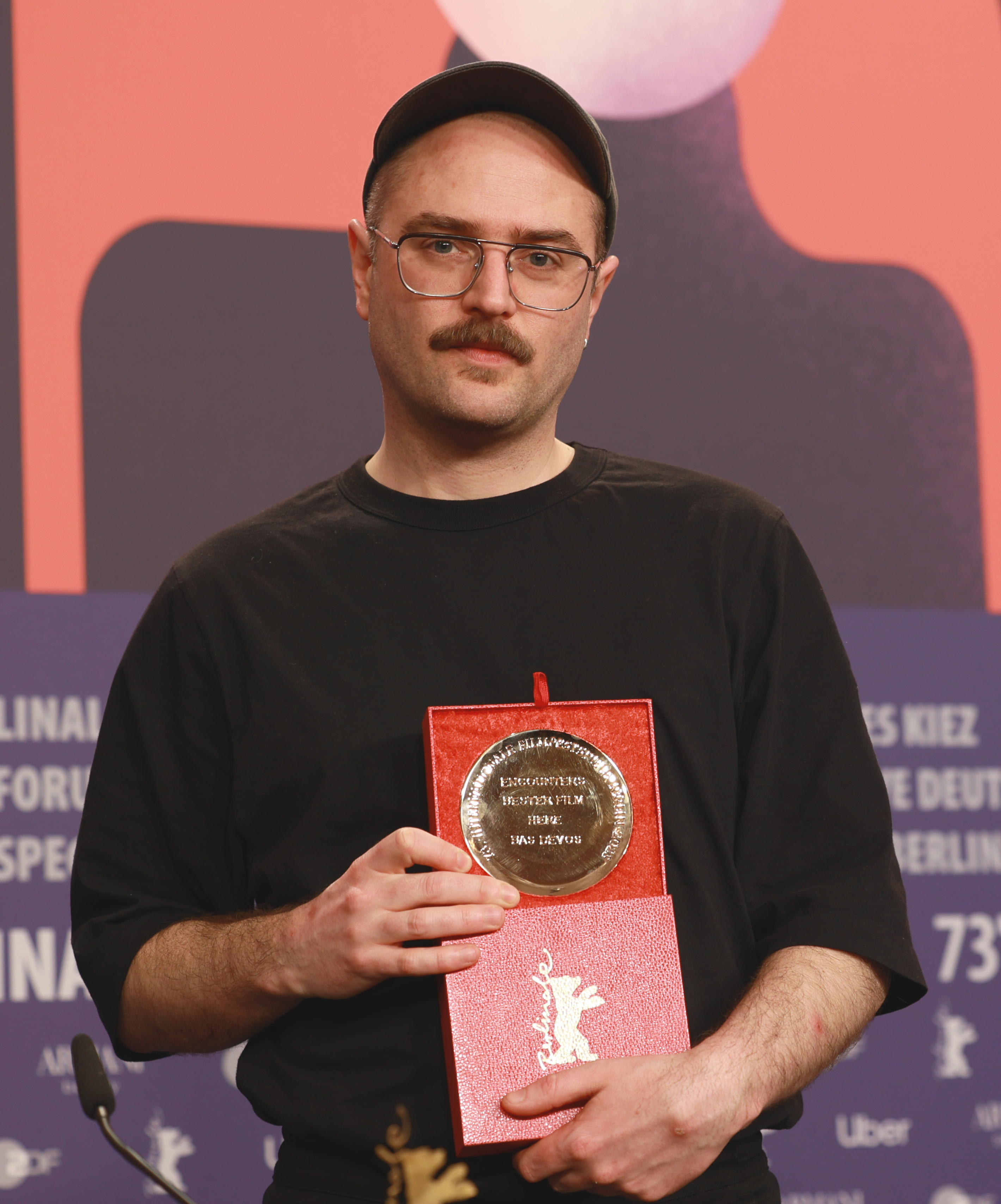
Bas Devos, zdobywca nagrody głównej w sekcji „Spotkania”.

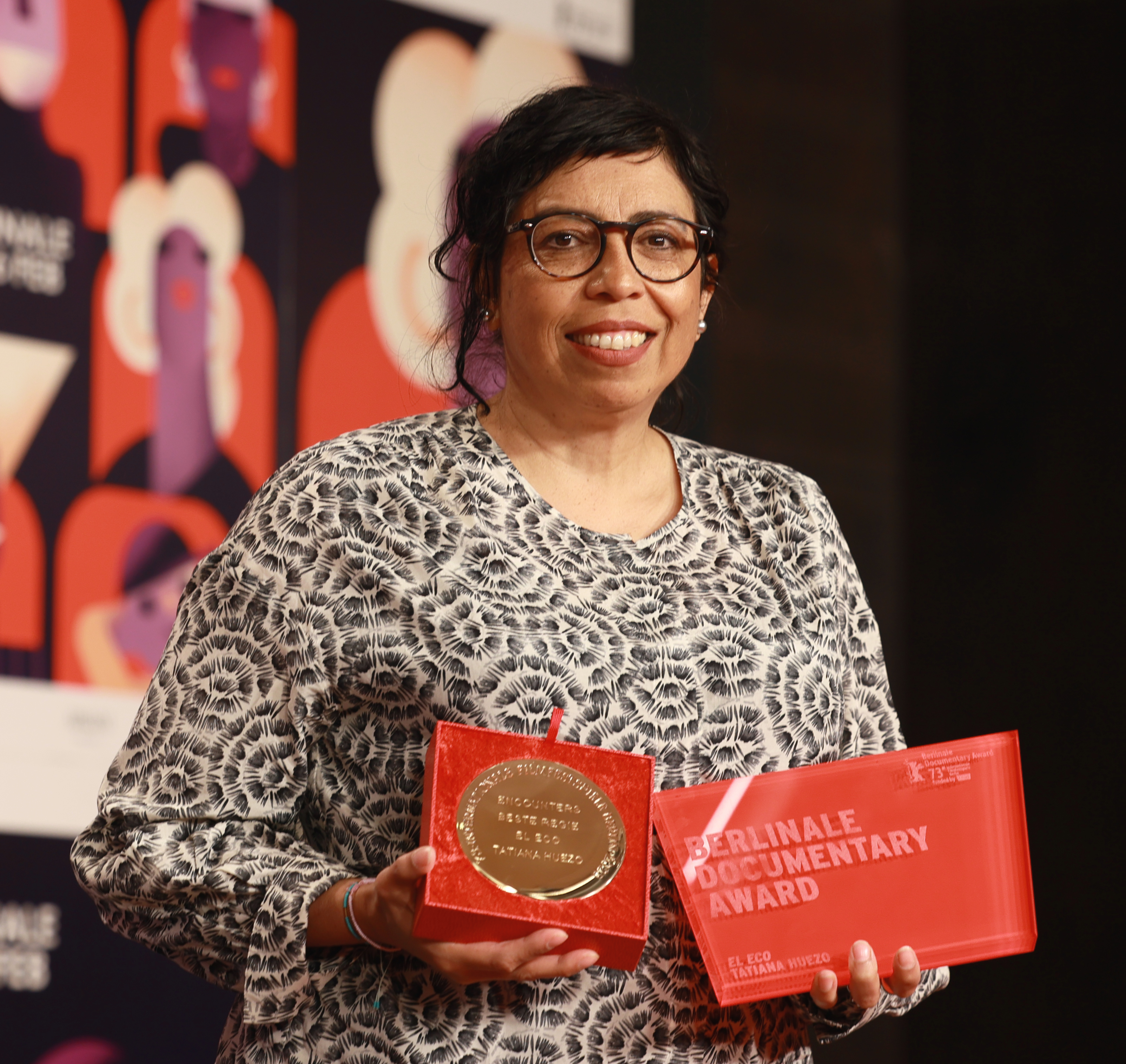
Dwukrotnie nagrodzona Tatiana Huezo.

### Konkurs główny
Złoty Niedźwiedź
- Adamant, reż. Nicolas Philibert

Srebrny Niedźwiedź – Nagroda Grand Prix Jury
- Czerwone niebo, reż. Christian Petzold

Srebrny Niedźwiedź – Nagroda Jury
- Złe życie, reż. João Canijo

Srebrny Niedźwiedź dla najlepszego reżysera
- Philippe Garrel – Wielki wóz

Srebrny Niedźwiedź za najlepszą rolę główną
- Sofía Otero – 20 000 gatunków pszczół

Srebrny Niedźwiedź za najlepszą rolę drugoplanową
- Thea Ehre – Do końca nocy

Srebrny Niedźwiedź za najlepszy scenariusz
- Angela Schanelec – Muzyka

Srebrny Niedźwiedź za wybitne osiągnięcie artystyczne
- Zdjęcia: Hélène Louvart – Disco Boy

### Sekcja „Spotkania”
Nagroda Główna
- Na miejscu, reż. Bas Devos

Nagroda Specjalna Jury
- Orlando – moja polityczna biografia, reż. Paul B. Preciado
- Samsara, reż. Lois Patiño

Nagroda za reżyserię
- Tatiana Huezo – Echo

### Konkurs debiutów reżyserskich
Nagroda GWFF za najlepszy debiut reżyserski
- Projekt klezmerski, reż. Leandro Koch i Paloma Schahmann
  - Wyróżnienie:  Panna młoda, reż. Myriam Uwiragiye Birara

### Konkurs filmów dokumentalnych
Nagroda za najlepszy film dokumentalny
- Echo, reż. Tatiana Huezo
  - Wyróżnienie:  Orlando – moja polityczna biografia, reż. Paul B. Preciado

### Konkurs filmów krótkometrażowych
Złoty Niedźwiedź dla najlepszego filmu krótkometrażowego
- Gąsienice, reż. Michelle Keserwany i Noel Keserwany

Srebrny Niedźwiedź – Nagroda Jury
- Zanurzony w czerni, reż. Matthew Thorne i Derik Lynch

Wyróżnienie Specjalne
- To jest randka, reż. Nadia Parfan

Kandydat do Europejskiej Nagrody Filmowej dla najlepszego filmu krótkometrażowego
- Gąsienice, reż. Michelle Keserwany i Noel Keserwany

### Konkurs seriali telewizyjnych
Nagroda za najlepszy serial
- Dobre matki, reż. Elisa Amoruso i Julian Jarrold
  - Wyróżnienie:  Architektka, reż. Kerren Lumer-Klabbers

### Sekcja „Generation”
Nagroda główna jury w sekcji „Generation Kplus”
- Film fabularny:  Mimi, reż. Mira Fornay
  - Wyróżnienie:  Tęskniąc za światem, reż. Jenna Hasse

Nagroda specjalna jury w sekcji „Generation Kplus”
- Film krótkometrażowy:  Budząc się w ciszy, reż. Mila Żluktenko i Daniel Asadi Faezi
  - Wyróżnienie:  Xiaohui i jego krowy, reż. Lao Xinying

Nagroda główna jury w sekcji „Generation 14plus”
- Film fabularny:  Lato kolibrów, reż. Silvia Del Carmen Castaños i Estefanía Contreras
  - Wyróżnienie:  Mieszaniec, reż. Vuk Lungulov-Klotz

Nagroda specjalna jury w sekcji „Generation 14plus”
- Film krótkometrażowy:  Infantaria, reż. Laís Santos Araújo
  - Wyróżnienie:  Incroci, reż. Francesca de Fusco

Kryształowy Niedźwiedź – Nagroda główna jury dziecięcego w sekcji „Generation Kplus”
- Film fabularny:  Sweet As, reż. Jub Clerc
  - Wyróżnienie:  Gwiezdne morze, reż. Domien Huyghe
- Film krótkometrażowy:  Koniec dynastii, reż. Lloyd Lee Choi
  - Wyróżnienie:  Dede nie żyje, reż. Philippe Kastner

Kryształowy Niedźwiedź – Nagroda główna jury młodzieżowego w sekcji „Generation 14plus”
- Film fabularny:  Adolfo, reż. Sofía Auza
  - Wyróżnienie:  I król rzekł: "Co za fantastyczna maszyna!", reż. Axel Danielson i Maximilien Van Aertryck
- Film krótkometrażowy:  Ja też tańczę, reż. Mohammad Valizadegan
  - Wyróżnienie:  Kątem oka, reż. Domonkos Erhardt

### Nagrody gremiów niezależnych
Nagroda Jury Ekumenicznego
- Konkurs główny:  Totem, reż. Lila Avilés
  - Wyróżnienie:  Adamant, reż. Nicolas Philibert
- Sekcja „Panorama”:  Położne, reż. Léa Fehner
- Sekcja „Forum”:  Gdzie nie ma Boga, reż. Mehran Tamadon

Nagroda FIPRESCI
- Konkurs główny:  Przetrwanie, reż. Rolf de Heer
- Sekcja „Spotkania”:  Na miejscu, reż. Bas Devos
- Sekcja „Panorama”:  Emigracja wewnętrzna, reż. Malene Choi
- Sekcja „Forum”:  Między rewolucjami, reż. Vlad Petri

Nagroda Stowarzyszenia Niemieckich Kin Studyjnych
- 20 000 gatunków pszczół, reż. Estibaliz Urresola Solaguren

Nagroda CICAE (Międzynarodowej Konfederacji Kin Studyjnych)
- Sekcja „Panorama”:  Pokój nauczycielski, reż. İlker Çatak
- Sekcja „Forum”:  Twarz meduzy, reż. Melisa Liebenthal

Nagroda Label Europa Cinemas dla najlepszego filmu europejskiego
- Pokój nauczycielski, reż. İlker Çatak

Nagroda Teddy dla najlepszego filmu o tematyce LGBT
- Film fabularny:  Wszystkie kolory świata pomiędzy czernią a bielą, reż. Babatunde Apalowo
- Film dokumentalny:  Orlando – moja polityczna biografia, reż. Paul B. Preciado
- Film krótkometrażowy:  Zanurzony w czerni, reż. Matthew Thorne i Derik Lynch
- Nagroda Jury:  Vicky Knight za rolę w filmie Silver Haze, reż. Sacha Polak
- Nagroda Specjalna:  Andrij Chalpachczij i Bohdan Żuk

Nagroda Caligariego za innowacyjność w sekcji „Forum”
- De facto, reż. Selma Doborac

Nagroda Pokoju
- Siedem zim w Teheranie, reż. Steffi Niederzoll

Nagroda Amnesty International
- Obciążeni, reż. Amr Gamal

Nagroda im. Heinera Carowa w sekcji „Perspective Deutsches Kino”
- Połówki, reż. Fabian Stumm

Nagroda Compass w sekcji „Perspective Deutsches Kino”
- Siedem zim w Teheranie, reż. Steffi Niederzoll

Nagroda AG Kino – Gilde – Cinema Vision w sekcji „Generation 14plus”
- I król rzekł: "Co za fantastyczna maszyna!", reż. Axel Danielson i Maximilien Van Aertryck

### Nagrody publiczności i czytelników
Nagroda publiczności w sekcji „Panorama”
- Film fabularny:  Sira, reż. Apolline Traoré
- Film dokumentalny:  Kokomo City, reż. D. Smith

Nagroda czytelników „Berliner Morgenpost”
- 20 000 gatunków pszczół, reż. Estibaliz Urresola Solaguren

Nagroda czytelników „Tagesspiegel”
- Orlando – moja polityczna biografia, reż. Paul B. Preciado

### Nagrody honorowe i specjalne
Honorowy Złoty Niedźwiedź za całokształt twórczości
- Steven Spielberg

Nagroda Berlinale Kamera za zasługi na rzecz festiwalu
- Caroline Champetier[13]